# Иджаз-уль-Хак, Мухаммед
Мухаммед Иджаз-уль-Хак (урду محمد اعجاز الحق‎, англ. Muhammad Ijaz-ul-Haq; род. 20 февраля 1952, Наушера, Хайбер-Пахтунхва) — пакистанский государственный деятель. Сын пакистанского президента Мухаммеда Зия-уль-Хака.

## Биография
Мухаммад Иджаз-уль-Хак родился в 1952 году в Наушере, Северо-Западная пограничная провинция (в настоящее время Хайбер-Пахтунхва). После окончания Университета Пенджаба занимался бизнесом, работал банкиром. Затем был избран в Национальную ассамблею от партии Пакистанская мусульманская лига.
Дважды занимал должность федерального министра: с 1 ноября 1990 года по 18 июля 1993 года был министром труда и трудовых ресурсов, а с 11 января 2004 года по 26 ноября 2007 года был министром по делам меньшинств Пакистана.
Женат, любит путешествовать по всему миру и является основателем фонда Zia-ul-Haq Shaheed Foundation в память о своём трагически погибшем отце.